# Sipyloidea okunii
Sipyloidea okunii är en insektsart som beskrevs av Tokuichi Shiraki 1935. Sipyloidea okunii ingår i släktet Sipyloidea och familjen Diapheromeridae. Inga underarter finns listade i Catalogue of Life.